# Система обробки даних

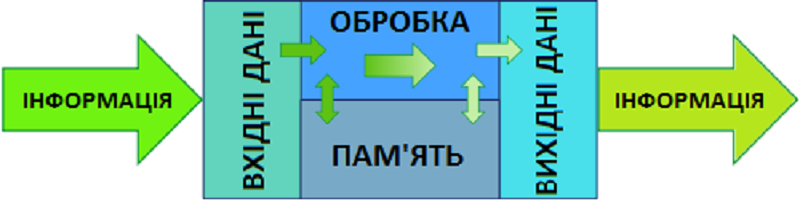
Алгоритм обробки даних

Системи обробки даних (СОД) (англ. Electronic Data Processing) — комплекс взаємопов'язаних методів і засобів збору та обробки даних, необхідних для організації управління об'єктами та вирішення проблем автоматизованим способом. Системи обробки даних ґрунтуються на застосуванні комп'ютерів і інших сучасних засобів інформаційної техніки, тому вони також названі автоматизованими системами обробки даних (АСОД). Без комп'ютерів побудова системи обробки даних можлива тільки на невеликих об'єктах.

## Загальна інформація
Редагування даних — це систематизована послідовність маніпуляцій даними за допомогою комп'ютера з метою отримання нових даних чи інформації.
Система обробки даних, як правило, складається з апаратного, програмного забезпечення та персоналу. Система обробки даних — це система, яка виконує над вхідними даними різні математичні операції з метою зробити їх інформаційними, перетворюючи в необхідний користувачу формат вихідних даних, що може бути представлений у вигляді звуку, відео, графіки, числової інформації чи в текстовому вигляді.

## Історія виникнення
Перші системи обробки даних почали створюватися в США в 1950-х рр., коли з'ясувалася недоцільність використання комп'ютерів для вирішення окремих завдань, наприклад розрахунку заробітної плати, обліку товарно-матеріальних цінностей тощо, та необхідність комплексної обробки даних, що вводяться в пам'ять машини.
У СРСР функціонував ряд великих систем обробки даних, які входили в автоматизовані системи керування, як основна їх частина. Такі системи, були створені на великих промислових підприємствах: «Фрезер», «Калібр», ЗІЛ, Львівський телевізійний завод, Донецький завод ім. XV-річчя ЛКСМУ та ін. Системи обробки даних повсюдно використовуються на промислових підприємствах, державних органах (планування, статистика), в міністерствах і банківських установах, в матеріально-технічному постачанні та торгівлі.

## Основні функції

### Збір інформації
Проводиться різного роду периферійними засобами, наприклад, через канали зв'язку за допомогою модемів, локальні та глобальні комп'ютерні мережі, різного роду датчиків, вбудованих у технологічні виробничі лінії, а також людиною за допомогою пристроїв вводу.

### Накопичення та збереження інформації
Забезпечується засобами збереження на магнітних і оптичних дисках та інших носіях (магнітні стрічки, SSD-накопичувачі).

### Обробка інформації
Виконується з допомогою центрального процесора та програмного забезпечення, що фактично керує роботою процесора для вирішення заданої проблеми.

### Представлення даних
Візуальне представлення інформації отриманої після обробки вхідних даних.